# カンヌ国際映画祭 審査員賞
カンヌ国際映画祭 審査員賞（カンヌこくさいえいがさい しんさいんしょう、仏: Prix du jury）は、カンヌ国際映画祭の賞である。
1946年に「国際審査員賞（仏: Prix du Jury International、英: International Jury Prize）」が1回限りで授与された。1951年からは副賞として「審査員特別賞（仏: Prix spécial du Jury、英: Special Jury Prize）」が授与された。1967年から現在までは「審査員賞（仏: Prix du Jury、英: Jury Prize）」の名称で授与されている。審査員賞は1970年代に6回、1980年代に3回、2000年代に1回だけ授与されていない。また、1995年と1996年には審査員賞と第2席賞のグランプリとは別に「審査員特別賞」が授与された。

## 受賞作品
| 開催年          | - 邦題 - 原題                                                        | 監督                                                                    | 国                                                                   | 賞名                                       |
| --------------- | -------------------------------------------------------------------- | ----------------------------------------------------------------------- | -------------------------------------------------------------------- | ------------------------------------------ |
| 1946年          | 鉄路の闘い La Battaille du Rail                                      | ルネ・クレマン                                                          | フランス                                                             | 国際審査員賞                               |
| 1947年 - 1949年 | 受賞なし                                                             | 受賞なし                                                                | 受賞なし                                                             | 受賞なし                                   |
| 1951年          | イヴの総て All About Eve                                             | ジョーゼフ・L・マンキーウィッツ                                         | アメリカ合衆国                                                       | 審査員特別賞                               |
| 1952年          | われわれはみな暗殺者 Nous sommes tous des assassins                  | アンドレ・カイヤット                                                    | フランス                                                             | 審査員特別賞                               |
| 1953年          | 受賞なし                                                             | 受賞なし                                                                | 受賞なし                                                             | 受賞なし                                   |
| 1954年          | しのび逢い Knave of Hearts                                           | ルネ・クレマン                                                          | フランス                                                             | 審査員特別賞                               |
| 1955年          | 失われた大陸 Continente Perduto                                      | レオナルド・ボンツィ エンリコ・グラース マリオ・クラヴェリ              | イタリア                                                             | 審査員特別賞                               |
| 1956年          | ミステリアス・ピカソ 天才の秘密 Le mystère Picasso                   | アンリ＝ジョルジュ・クルーゾー                                          | フランス                                                             | 審査員特別賞                               |
| 1957年          | 地下水道 Kanał                                                       | アンジェイ・ワイダ                                                      | ポーランド                                                           | 審査員特別賞                               |
| 1957年          | 第七の封印 Det sjunde inseglet                                       | イングマール・ベルイマン                                                | スウェーデン                                                         | 審査員特別賞                               |
| 1958年          | ぼくの伯父さん Mon Oncle                                             | ジャック・タチ                                                          | フランス                                                             | 審査員特別賞                               |
| 1959年          | Sterne                                                               | コンラート・ヴォルフ                                                    | 西ドイツ                                                             | 審査員特別賞                               |
| 1960年          | 情事 L'Avventura                                                     | ミケランジェロ・アントニオーニ                                          | イタリア                                                             | 審査員賞（Jury Prize）                     |
| 1960年          | 鍵                                                                   | 市川崑                                                                  | 日本                                                                 | 審査員賞（Jury Prize）                     |
| 1961年          | 尼僧ヨアンナ Matka Joanna od aniolów                                 | イエジー・カヴァレロヴィッチ                                            | ポーランド                                                           | 審査員特別賞                               |
| 1962年          | ジャンヌ・ダルク裁判 Procès de Jeanne d'Arc                          | ロベール・ブレッソン                                                    | フランス                                                             | 審査員特別賞                               |
| 1962年          | 太陽はひとりぼっち L'Eclipse                                         | ミケランジェロ・アントニオーニ                                          | イタリア                                                             | 審査員特別賞                               |
| 1963年          | 猫に裁かれる人たち Az prijde kocour                                  | ヴォイチェフ・ヤスニー                                                  | チェコスロバキア                                                     | 審査員特別賞                               |
| 1963年          | 切腹                                                                 | 小林正樹                                                                | 日本                                                                 | 審査員特別賞                               |
| 1964年          | 砂の女                                                               | 勅使河原宏                                                              | 日本                                                                 | 審査員特別賞                               |
| 1965年          | 怪談                                                                 | 小林正樹                                                                | 日本                                                                 | 審査員特別賞                               |
| 1966年          | アルフィー Alfie                                                     | ルイス・ギルバート                                                      | イギリス                                                             | 審査員特別賞                               |
| 1968年          | 五月革命で中止                                                       | 五月革命で中止                                                          | 五月革命で中止                                                       | 五月革命で中止                             |
| 1969年          | イージー・ライダー Easy rider                                        | デニス・ホッパー                                                        | アメリカ合衆国                                                       | 新人監督賞                                 |
| 1969年          | Z Z                                                                  | コスタ＝ガヴラス                                                        | ギリシャ                                                             | 審査員賞                                   |
| 1970年          | Magasiskola                                                          | イシュトヴァン・ガル                                                    | ハンガリー                                                           | 審査員賞                                   |
| 1970年          | いちご白書 The Strawberry Statement                                  | スチュアート・ハグマン                                                  | アメリカ合衆国                                                       | 審査員賞                                   |
| 1971年          | Szerelem (Love)                                                      | カーロイ・マック                                                        | ハンガリー                                                           | 審査員賞                                   |
| 1971年          | 愛とさすらいの青春/ジョー・ヒル Joe Hill                             | ボー・ヴィーデルベリ                                                    | スウェーデン                                                         | 審査員賞                                   |
| 1972年          | スローターハウス5 Slaughterhouse-Five                                | ジョージ・ロイ・ヒル                                                    | アメリカ合衆国                                                       | 審査員賞                                   |
| 1973年          | 砂時計 Sanatorium pod Klepsydrą                                      | ヴォイチェフ・イエジー・ハス                                            | ポーランド                                                           | 審査員賞                                   |
| 1973年          | L'Invitation                                                         | クロード・ゴレッタ                                                      | スイス                                                               | 審査員賞                                   |
| 1974年 - 1976年 | 受賞なし                                                             | 受賞なし                                                                | 受賞なし                                                             | 受賞なし                                   |
| 1977年          | デュエリスト/決闘者 The Duelists                                     | リドリー・スコット                                                      | イギリス                                                             | 新人監督賞                                 |
| 1978年 - 1979年 | 受賞なし                                                             | 受賞なし                                                                | 受賞なし                                                             | 受賞なし                                   |
| 1980年          | コンスタンス Constans                                                | クシシュトフ・ザヌーシ                                                  | ポーランド                                                           | 審査員賞                                   |
| 1981年 - 1982年 | 受賞なし                                                             | 受賞なし                                                                | 受賞なし                                                             | 受賞なし                                   |
| 1983年          | Kharij                                                               | ムリナール・セーン                                                      | インド                                                               | 審査員賞                                   |
| 1984年          | 受賞なし                                                             | 受賞なし                                                                | 受賞なし                                                             | 受賞なし                                   |
| 1985年          | 連隊長レドル Redl ezredes                                            | イシュトヴァン・サボー                                                  | ハンガリー                                                           | 審査員賞                                   |
| 1986年          | テレーズ Thérèse                                                     | アラン・カヴァリエ                                                      | フランス                                                             | 審査員賞                                   |
| 1987年          | ひかり Yeelen                                                        | スレイマン・シセ                                                        | マリ                                                                 | 審査員賞                                   |
| 1987年          | 親鸞 白い道                                                          | 三國連太郎                                                              | 日本                                                                 | 審査員賞                                   |
| 1988年          | 殺人に関する短いフィルム Krótki film o zabijaniu                     | クシシュトフ・キェシロフスキ                                            | ポーランド                                                           | 審査員賞                                   |
| 1989年          | モントリオールのジーザス Jésus de Montréal                           | ドゥニ・アルカン                                                        | カナダ                                                               | 審査員賞                                   |
| 1990年          | ブラック・アジェンダ/隠された真相 Hidden Agenda                      | ケン・ローチ                                                            | イギリス                                                             | 審査員賞                                   |
| 1991年          | ヨーロッパ Europe                                                    | ラース・フォン・トリアー                                                | デンマーク                                                           | 審査員賞                                   |
| 1991年          | 無防備都市/ベイルートからの証言 Hors la vie                          | マルーン・バグダディ                                                    | レバノン                                                             | 審査員賞                                   |
| 1992年          | マルメロの陽光 El Sol del Membrillo                                  | ヴィクトル・エリセ                                                      | スペイン                                                             | 審査員賞                                   |
| 1992年          | ひとりで生きる Самостоятельная жизнь                                 | ヴィターリー・カネフスキー                                              | ロシア                                                               | 審査員賞                                   |
| 1993年          | 戯夢人生 戲夢人生                                                    | 侯孝賢                                                                  | 台湾                                                                 | 審査員賞                                   |
| 1993年          | レイニング・ストーンズ Raining Stones                                | ケン・ローチ                                                            | イギリス                                                             | 審査員賞                                   |
| 1994年          | 王妃マルゴ La Reine Margot                                           | パトリス・シェロー                                                      | フランス                                                             | 審査員賞                                   |
| 1995年          | N'oublie pas que tu vas mourir                                       | グザヴィエ・ボーヴォワ                                                  | フランス                                                             | 審査員賞                                   |
| 1995年          | キャリントン Carrington                                              | クリストファー・ハンプトン                                              | イギリス                                                             | 審査員特別賞                               |
| 1996年          | クラッシュ Crash                                                     | デヴィッド・クローネンバーグ                                            | カナダ                                                               | 審査員特別賞                               |
| 1997年          | ニノの空 Western                                                     | マニュエル・ポワリエ                                                    | フランス                                                             | 審査員賞                                   |
| 1998年          | ニコラ Class Trip                                                    | クロード・ミレール                                                      | フランス                                                             | 審査員賞                                   |
| 1998年          | セレブレーション Festen                                              | トマス・ヴィンターベア                                                  | デンマーク                                                           | 審査員賞                                   |
| 1999年          | クレーヴの奥方 A Carta                                               | マノエル・デ・オリヴェイラ                                              | ポルトガル                                                           | 審査員賞                                   |
| 2000年          | 散歩する惑星 Sånger Från Andra Våningen                              | ロイ・アンダーソン                                                      | スウェーデン                                                         | 審査員賞                                   |
| 2000年          | ブラックボード 背負う人 تخته سیاه                                    | サミラ・マフマルバフ                                                    | イラン                                                               | 審査員賞                                   |
| 2001年          | 受賞なし                                                             | 受賞なし                                                                | 受賞なし                                                             | 受賞なし                                   |
| 2002年          | D.I. يد إلهية                                                        | エリア・スレイマン                                                      | パレスチナ                                                           | 審査員賞                                   |
| 2003年          | 午後の五時 Panj é asr                                                | サミラ・マフマルバフ                                                    | イラン                                                               | 審査員賞                                   |
| 2004年          | トロピカル・マラディ สัตว์ประหลาด                                      | アピチャートポン・ウィーラセータクン                                    | タイ                                                                 | 審査員賞                                   |
| 2004年          | 『レディ・キラーズ』のイルマ・P・ホールの演技に対して                |                                                                         |                                                                      | 審査員賞                                   |
| 2005年          | シャンハイ・ドリームズ 青红                                          | 王小帥                                                                  | 中国                                                                 | 審査員賞                                   |
| 2006年          | Red Road                                                             | アンドレア・アーノルド                                                  | イギリス                                                             | 審査員賞                                   |
| 2007年          | 静かな光 Luz silenciosa                                              | カルロス・レイガダス                                                    | メキシコ                                                             | 審査員賞                                   |
| 2007年          | ペルセポリス Persepolis                                              | マルジャン・サトラピ ヴァンサン・パロノー                               | フランス                                                             | 審査員賞                                   |
| 2008年          | イル・ディーヴォ 魔王と呼ばれた男 Il Divo                            | パオロ・ソレンティーノ                                                  | イタリア                                                             | 審査員賞                                   |
| 2008年          | 『チェンジリング』のクリント・イーストウッドに対して                 | 『チェンジリング』のクリント・イーストウッドに対して                    | 『チェンジリング』のクリント・イーストウッドに対して                 | 61回記念特別賞                             |
| 2008年          | 『クリスマス・ストーリー』のカトリーヌ・ドヌーヴに対して             |                                                                         |                                                                      | 61回記念特別賞                             |
| 2009年          | 渇き 박쥐                                                            | パク・チャヌク                                                          | 韓国                                                                 | 審査員賞                                   |
| 2009年          | フィッシュ・タンク Fish Tank                                         | アンドレア・アーノルド                                                  | イギリス                                                             | 審査員賞                                   |
| 2009年          | 『風にそよぐ草』のアラン・レネのキャリア全体と映画史への貢献に対して | 『風にそよぐ草』のアラン・レネのキャリア全体と映画史への貢献に対して    | 『風にそよぐ草』のアラン・レネのキャリア全体と映画史への貢献に対して | 特別功労賞                                 |
| 2010年          | 終わりなき叫び Un Homme qui crie                                     | マハマト＝サレ・ハルーン                                                | チャド                                                               | 審査員賞                                   |
| 2011年          | パリ警視庁:未成年保護部隊 Polisse                                    | マイウェン                                                              | フランス                                                             | 審査員賞                                   |
| 2012年          | 天使の分け前 The Angels' Share                                       | ケン・ローチ                                                            | イギリス                                                             | 審査員賞                                   |
| 2013年          | そして父になる                                                       | 是枝裕和                                                                | 日本                                                                 | 審査員賞                                   |
| 2014年          | Mommy/マミー Mommy                                                   | グザヴィエ・ドラン                                                      | カナダ                                                               | 審査員賞                                   |
| 2014年          | さらば、愛の言葉よ Adieu au Langage                                  | ジャン＝リュック・ゴダール                                              | フランス スイス                                                      | 審査員賞                                   |
| 2015年          | ロブスター The Lobster                                               | ヨルゴス・ランティモス                                                  | ギリシャ                                                             | 審査員賞                                   |
| 2016年          | アメリカン・ハニー American Honey                                    | アンドレア・アーノルド                                                  | イギリス                                                             | 審査員賞                                   |
| 2017年          | ラブレス Нелюбовь                                                    | アンドレイ・ズビャギンツェフ                                            | ロシア                                                               | 審査員賞                                   |
| 2018年          | 存在のない子供たち Capenaum                                          | ナディーン・ラバキー                                                    | レバノン                                                             | 審査員賞                                   |
| 2019年          | バクラウ 地図から消された村 Bacarau                                  | クレベール・メンドンサ・フィリオ ジュリアーノ・ドルネレス               | ブラジル                                                             | 審査員賞                                   |
| 2019年          | レ・ミゼラブル Les misérables                                        | ラジ・リ                                                                | フランス                                                             | 審査員賞                                   |
| 2020年          | 新型コロナウイルス感染症の世界的流行で中止                           | 新型コロナウイルス感染症の世界的流行で中止                              | 新型コロナウイルス感染症の世界的流行で中止                           | 新型コロナウイルス感染症の世界的流行で中止 |
| 2021年          | アヘドの膝 הַבֶּרֶךְ                                                      | ナダヴ・ラピド                                                          | イスラエル                                                           | 審査員賞                                   |
| 2021年          | MEMORIA メモリア Memoria                                             | アピチャートポン・ウィーラセータクン                                    | タイ                                                                 | 審査員賞                                   |
| 2022年          | EO イーオー Io                                                       | イエジー・スコリモフスキ                                                | ポーランド                                                           | 審査員賞                                   |
| 2022年          | 帰れない山 Le otto montagne                                          | フェリックス・ヴァン・フルーニンゲン シャルロッテ・ファンデルメールシュ | ベルギー                                                             | 審査員賞                                   |
| 2023年          | 枯れ葉 Kuolleet lehdet                                               | アキ・カウリスマキ                                                      | フィンランド                                                         | 審査員賞                                   |
| 2024年          | エミリア・ペレス Emilia Pérez                                        | ジャック・オーディアール                                                | フランス                                                             | 審査員賞                                   |
| 2025年          | Sirāt                                                                | Oliver Laxe                                                             | スペイン フランス                                                    | 審査員賞                                   |
| 2025年          | Sound of Falling In die Sonne schauen                                | Mascha Schilinski                                                       | ドイツ                                                               | 審査員賞                                   |

## 関連事項
- ベルリン国際映画祭 審査員賞
- ヴェネツィア国際映画祭 審査員特別賞